# Diocèse de Cartago en Colombie
Ne doit pas être confondu avec Diocèse de Cartago.
Le diocèse de Cartago en Colombie (en latin : en latin : Dioecesis Carthadensis in Columbia ; en espagnol : Diócesis de Cartago) est un diocèse de l'Église catholique en Colombie, suffragant de l'archidiocèse de Cali.

## Territoire

Il comprend les municipalités d'Alcalá, Ansermanuevo, Argelia, Bolivar, Cartago, El Águila, El Cairo, El Dovio, La Unión, La Victoria, Obando, Roldanillo, Toro, Ulloa, Versalles et Zarzal du département de Valle del Cauca ce qui correspond à un territoire d'une superficie de 4 500 km2 divisé en 54 paroisses. 
Le siège épiscopal est dans la ville de Cartago où se trouve la cathédrale Notre-Dame-du-Mont-Carmel. Dans la même ville, l'église Saint-François conserve le tableau de Notre-Dame de la Pauvreté (es), dont l'image qui se serait imprimé miraculeusement en 1608 sur un morceau de toile dont se servait une lavandièreainsi le sanctuaire de Notre-Dame de la Paix qui garde une statue offerte par Philippe III.
Le sanctuaire du Divin Ecce Homo de Bolivar possède une petite planche de bois, trouvé au bord d'une rivière, sur laquelle est dessiné un Christ assis et qui est l'objet d'une vénération particulière par les fidèles.

## Historique
Le diocèse est érigé le 16 mars 1962 par la constitution apostolique Ecclesiarum omnium du pape Jean XXIII en prenant une partie du territoire du diocèse de Cali (aujourd'hui archidiocèse de Cali).
Nommé suffragant de l'archidiocèse de Popayán lors de sa création, il intègre la province ecclésiastique de l'archidiocèse de Cali le 20 juin 1964 par la constitution apostolique Quamquam Christi du pape Paul VI.
Par la lettre apostolique Cum de beata Maria du 15 mai 1972, Paul VI reconnaît que la Vierge Marie vénérée sous le vocable de Notre-Dame de la Paix est la patronne principale du diocèse.

## Évêques
- José Gabriel Calderón Contreras (26 avril 1962 - 19 avril 1995)
- Luis Madrid Merlano (19 avril 1995 - 30 mars 2010), nommé archevêque de Nueva Pamplona
- José Alejandro Castaño Arbeláez, O.A.R (21 octobre 2010 - 31 octobre 2020)
- César Alcides Balbín Tamayo, depuis le 18 octobre 2021